# García-Valdecasas
El apellido Garcia Valdecasas es un apellido compuesto que comparten más de 1.000 personas en España aunque el I.N.E. contradiga este dato puesto que dicho Organismo contempla las diversas formas de escribir el mismo pero no las agrupa en una misma entrada.
Se trata de un apellido con larga tradición jurídica, médica y política. 

## Distribución
Según datos de 2021 del INE, lo llevan como primer apellido 344 de personas, como segundo apellido 250 de personas y como ambos apellidos 11 personas. Es un apellido poco distribuido, dándose la mayor frecuencia en las provincias de Granada (0,009%), Málaga (0,002%) y Sevilla (0,002%).

## Origen e historia
El apellido es la unión del apellido García y del apellido Valdecasa, que proviene de una aldea de Ávila llamada Valdecasa y data del XV.
Los primeros documentos en los que se puede encontrar este apellido compuesto datan del siglo XVI donde el apellido era en realidad García de Baldecasa con «b» y no con «v». El origen del apellido compuesto se sitúa en Montefrío una localidad de la provincia de Granada.
Los García-Valdecasas fueron, en el siglo XVI, condes de Montefrío. Más tarde perderían el título y hacia el siglo XIX fueron sólo una familia adinerada de Montefrío con muchos terrenos. Ellos construyeron el actual ayuntamiento del mismo pueblo. Poco a poco irían vendiendo y cediendo sus terrenos en la zona conforme el pueblo crecía. Hoy en día el apellido está un poco más extendido. Aún se conserva en el Ayuntamiento de Montefrío un árbol genealógico de toda la familia, aunque posiblemente no actualizado desde hace más de 20 años. Aunque en la actualidad la mayoría de los miembros de esta familia se encuentran en España, existen dos ramas que se radican en América, una en México, donde poseen una de las más importantes empresas farmacéuticas de ese país, y la otra en Venezuela, donde poseen una importante industria textil.
La familia García-Valdecasas está extendida por toda España y por varios lugares del mundo, pudiéndose contar con más de 1.500 personas, familiares entre sí todos, que tienen éste apellido como primero o segundo.